# Restuccia (cognome)
Restuccia è un cognome di lingua italiana.

## Varianti
Ristuccia.

## Origine e diffusione
Cognome tipicamente meridionale, è presente prevalentemente in Calabria e Sicilia.
Potrebbe derivare dal termine calabrese ristuccia, "stoppa", dal latino stipula, "stelo"; è affine al cognome Stoppa.
La variante Ristuccia compare nel medesimo areale.

## Persone
- Marina Restuccia – cantante e percussionista italiana nota come Marina Rei
- Paolo Restuccia – politico, patriota e rivoluzionario italiano
- Vincenzo Restuccia – batterista italiano